# Estland i olympiska vinterspelen 1992
Estland deltog med 19 deltagare vid de olympiska vinterspelen 1992 i Albertville. Ingen av landets deltagare erövrade någon medalj.